# Electronic Entertainment Expo 2009

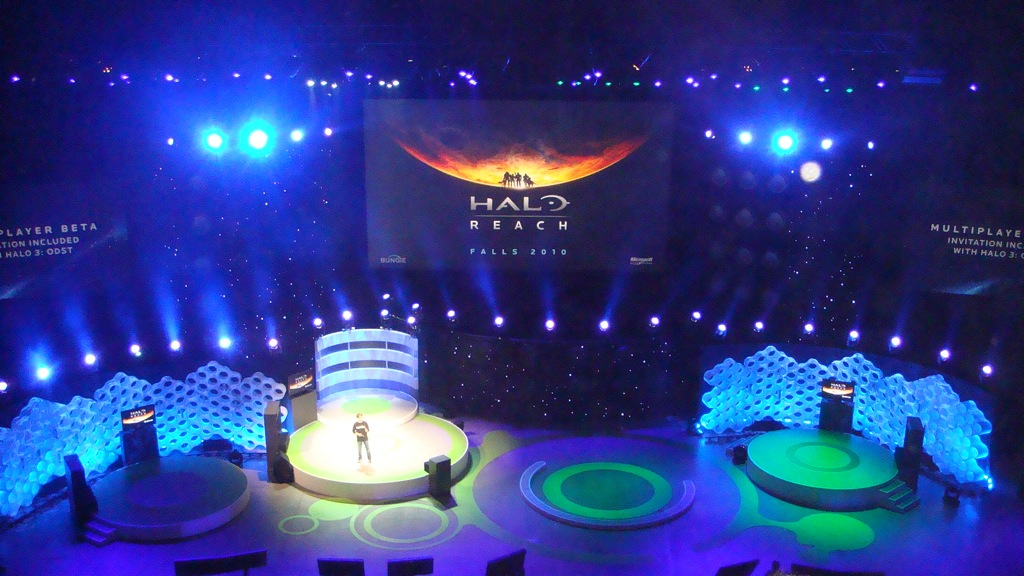
Presentación de Halo: Reach.

La Electronic Entertainment Expo 2009, o simplemente E3 2009, es la decimoquinta edición de la Electronic Entertainment Expo, una exposición anual de videojuegos presentada por la Entertainment Software Association (ESA) usada por muchas empresas para presentar sus videojuegos y su hardware. El evento se llevó a cabo los días 2, 3 y 4 de junio Centro de Convenciones de Los Ángeles.
Los mayores anuncios en hardware durante el evento fueron Project Natal de Microsoft, y PSP Go y PlayStation Move, ambos de Sony, mientras que los mayores anuncios de software fueron Metal Gear Solid: Rising, Halo: Reach, Final Fantasy XIV, New Super Mario Bros. Wii, Super Mario Galaxy 2, y Metroid: Other M.

## Historia
El 23 de octubre de 2008, la Entertainment Software Association reveló que la próxima edición se celebraría en Los Ángeles, del 2 al 4 de junio y sin acceso libre al público. Dos días más tarde se confirmó que el evento se celebrará durante los próximos tres años en esa ciudad.
Acudieron más de 50 editores, entre ellos las compañías con las tres grandes plataformas en el mercado; Nintendo, Microsoft, Sony, y conocidas editoras como Activision, Atari, Konami, Namco Bandai, Sega, Square Enix, Take-Two, THQ, Electronic Arts, Capcom y Ubisoft, entre otras.

## Eventos destacados
| Xbox 360 - Alan Wake - Crackdown 2 - Banjo-Kazooie: Nuts & Bolts - Forza Motorsport 3 - Halo: Reach - Modern Warfare 2 (también para PS3, PC) - Halo 3 ODST - Left 4 Dead 2 (también para PC) - Perfect Dark (Xbox Live Arcade) - Shadow Complex (Xbox Live Arcade) - Project Natal - Facebook para Xbox Live - Twitter para Xbox Live - Last.fm para Xbox Live | Wii - Metroid: Other M - New Super Mario Bros. Wii - Super Mario Galaxy 2 - Wii Fit Plus - Wii Sports Resort - Wii Vitality Sensor Nintendo DS - Golden Sun DS - The Legend of Zelda: Spirit Tracks - Mario & Luigi: Bowser's Inside Story - Scribblenauts - Kingdom Hearts 358/2 Days PC - Mafia II - APB - Star Wars: The Old Republic | PlayStation 3 - Agent - Final Fantasy XIV (también para PC) - The Last Guardian - ModNation Racers - Modern Warfare 2 - MAG - Heavy Rain - Assassins Creed 2 (también para 360, PC) - Ratchet & Clank Future: A Crack in Time - White Knight Chronicles - Gran Turismo 5 - God of War III - Uncharted 2: Among Thieves - PlayStation Move - 50 nuevos PSOne Classics PlayStation Portable - PlayStation Portable Go - Gran Turismo (PSP) - Metal Gear Solid: Peace Walker - Resident Evil Portable - Jak and Daxter: The Lost Frontier | Capcom - Tatsunoko vs. Capcom: Ultimate All Stars (Wii) Electronic Arts - Crysis 2 (PC, PS3, X360) Konami - Metal Gear Solid: Rising (PC, PS3, X360) - Castlevania: Lords of Shadow (PS3, X360) MTV Games - The Beatles: Rock Band (PS3, Wii, X360) Square Enix - Front Mission Evolved (PC, PS3, X360) - Nier (PS3, X360) - Supreme Commander 2 (PC, X360) THQ - WWE SmackDown vs. Raw 2010 (PC, PS3, X360, DS, PS2, Wii, PSP, teléfonos móviles) |